# NGC 2519
NGC 2519 is een ster in het sterrenbeeld Lynx. Het hemelobject werd in 1886 ontdekt door de Duits-Britse astronoom Jacob Gerhard Lohse (1851-1941).